# Майор-Узуново
Майор-Узуново (болг. Майор Узуново) — село в Болгарии. Находится в Видинской области, входит в общину Видин. Население составляет 331 человек.

## Политическая ситуация
В местном кметстве Майор Узуново, в состав которого входит Майор Узуново, должность кмета (старосты) исполняет Красимир Маринов Георгиев (независимый) по результатам выборов правления кметства.
Кмет (мэр) общины Видин — Румен Ангелов Видов (Граждане за европейское развитие Болгарии (ГЕРБ)) по результатам выборов в правление общины.
Село названо в честь болгарского военного деятеля Атанаса Узунова.